# وهب بن عبدمناف
وهب بن عبدمناف بن زهره بن کلاب بن مره (عربی: وهب بن عبد مناف؛ مرگ ۶۰۰ میلادی) بزرگ بنی‌زهره و پدر آمنه بنت وهب بود. بنابراین پدربزرگ محمد پیامبر اسلام بود.

## خانواده
پدربزرگ وهب زهرة بن کلاب بزرگ طایفهٔ بنی‌زهره از قبیلهٔ قریش در مکه بود. مادرش قیله (هند) بنت وجز بن غلیب از بنی‌خزاعه بود. برادرش وهیب بن عبدمناف بود.
وهب با بره بنت عبدالعزی از طایفهٔ بنی‌عبدالدار از قبیلهٔ قریش ازدواج کرد. همسر ارشد وهب، بره بنت عبدالعزی، نوهٔ دختر قصی بود، و همسر دیگر او رغیبه بنت زرارة بن عداس، از زنان برجسته یثرب (مدینه) بود. پسرش عبدیعقوث خود شخصیت برجسته‌ای بود.